# Пхукет
Пхуке́т (стара назва — Тхалаанг, Таланг; з тайськ. ภูเก็ต) — острів на сході Андаманського моря Індійського океану, належить Таїланду (південно-західний регіон). Разом з 39 дрібними островами, що лежать навколо, утворює окрему однойменну провінцію (чангнват). На південному сході острова розташований адміністративний центр провінції — місто Пхукет. Губернатор — Пріча Руенгчан (з 2008 року).
Протока Пакпра відокремлює його від материка — у найвужчому (600 м) місці збудовано 2 мости (Сарасін і Тхаотхепкрасатрі). Так як сухопутних кордонів не має, то найближчим сусідом є провінція Пхангнга на півночі.
Площа провінції становить 543 км², це найменша провінція Таїланду. Протяжність з півночі на південь — 50 км, ширина — 21 км. Населення становить — 321 802 особи (2007), 68 місце серед усіх провінцій країни. Переважно це тайці, китайці, малайці, морські цигани.

## Географія

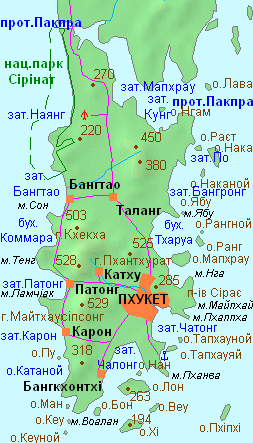
Острів Пхукет

Провінція складається з найбільшого острова Таїланду — Пхукет та низки дрібних (Лон, Хі, Мапхрау, Нака, Рача). На сході провінція омивається водами затоки Пхукет, а на заході та півдні — водами Андаманського моря Індійського океану. На півночі острів Пхукет відокремлюється від материка вузькою протокою Пакпра.
Острів гористий на південному заході та низинний на півночі. Найвища точка — 529 м (гора Майтхаусіпсонг). На північному сході поширені болота. Клімат теплий, сухий взимку, вологий влітку. Поширені циклони з поривчастим вітром та зливами.
Берег дуже порізаний, багато заток (Чалонг, Чатонг, Тхаруа, Кунг, Патонг, Бангтао). На заході узбережжя заток вкрите пляжами, які дуже популярні серед туристів. Як західне, так і східне узбережжя є курортною зоною. Найбільше туристичне містечко — Патонг на захід від Пхукета. На північному заході — морський національний парк Сірінат.

### Клімат
| Клімат (1981–2010)                         | Клімат (1981–2010) | Клімат (1981–2010) | Клімат (1981–2010) | Клімат (1981–2010) | Клімат (1981–2010) | Клімат (1981–2010) | Клімат (1981–2010) | Клімат (1981–2010) | Клімат (1981–2010) | Клімат (1981–2010) | Клімат (1981–2010) | Клімат (1981–2010) | Клімат (1981–2010) |
| Показник                                   | Січ.               | Лют.               | Бер.               | Квіт.              | Трав.              | Черв.              | Лип.               | Серп.              | Вер.               | Жовт.              | Лист.              | Груд.              | Рік                |
| Абсолютний максимум, °C                    | 36,3               | 36,7               | 37,8               | 37,8               | 37,8               | 35,8               | 35,0               | 35,5               | 35,0               | 35,3               | 34,8               | 34,2               | 37,8               |
| Середній максимум, °C                      | 32,7               | 33,6               | 34,0               | 33,9               | 32,8               | 32,4               | 32,0               | 32,0               | 31,5               | 31,5               | 31,7               | 31,7               | 32,5               |
| Середня температура, °C                    | 28,1               | 28,7               | 29,2               | 29,4               | 28,8               | 28,6               | 28,2               | 28,1               | 27,5               | 27,4               | 27,7               | 27,6               | 28,3               |
| Середній мінімум, °C                       | 24,5               | 24,9               | 25,4               | 25,8               | 25,6               | 25,5               | 25,1               | 25,3               | 24,6               | 24,5               | 24,7               | 24,4               | 25,0               |
| Абсолютний мінімум, °C                     | 19,5               | 18,6               | 20,0               | 20,5               | 21,2               | 21,9               | 20,5               | 21,1               | 21,1               | 20,5               | 20,3               | 18,4               | 18,4               |
| Середня кількість сонячних годин на місяць | 235,6              | 214,7              | 204,6              | 183,0              | 151,9              | 150,0              | 151,9              | 151,9              | 108,0              | 145,7              | 174,0              | 198,4              |                    |
| Днів з дощем                               | 4,6                | 3,1                | 6,7                | 11,8               | 18,8               | 18,2               | 19,6               | 19,0               | 22,1               | 22,5               | 15,4               | 9,3                | 171,1              |
| Вологість повітря, %                       | 70                 | 69                 | 71                 | 75                 | 79                 | 79                 | 79                 | 79                 | 82                 | 82                 | 79                 | 75                 | 77                 |
| ------------------------------------------ | ------------------ | ------------------ | ------------------ | ------------------ | ------------------ | ------------------ | ------------------ | ------------------ | ------------------ | ------------------ | ------------------ | ------------------ | ------------------ |
| Джерело: :27                               |                    |                    |                    |                    |                    |                    |                    |                    |                    |                    |                    |                    |                    |

| Клімат Аеропорту (1981–2010)               | Клімат Аеропорту (1981–2010) | Клімат Аеропорту (1981–2010) | Клімат Аеропорту (1981–2010) | Клімат Аеропорту (1981–2010) | Клімат Аеропорту (1981–2010) | Клімат Аеропорту (1981–2010) | Клімат Аеропорту (1981–2010) | Клімат Аеропорту (1981–2010) | Клімат Аеропорту (1981–2010) | Клімат Аеропорту (1981–2010) | Клімат Аеропорту (1981–2010) | Клімат Аеропорту (1981–2010) | Клімат Аеропорту (1981–2010) |
| Показник                                   | Січ.                         | Лют.                         | Бер.                         | Квіт.                        | Трав.                        | Черв.                        | Лип.                         | Серп.                        | Вер.                         | Жовт.                        | Лист.                        | Груд.                        | Рік                          |
| Абсолютний максимум, °C                    | 35,5                         | 38,5                         | 37,5                         | 37,6                         | 37,7                         | 35,0                         | 34,2                         | 34,8                         | 34,4                         | 33,9                         | 36,1                         | 33,5                         | 38,5                         |
| Середній максимум, °C                      | 32,1                         | 33,1                         | 33,6                         | 33,4                         | 32,2                         | 31,7                         | 31,3                         | 31,2                         | 30,7                         | 30,8                         | 31,1                         | 31,2                         | 31,9                         |
| Середня температура, °C                    | 27,0                         | 27,7                         | 28,3                         | 28,6                         | 28,4                         | 28,3                         | 27,9                         | 28,0                         | 27,3                         | 27,0                         | 26,9                         | 26,7                         | 27,7                         |
| Середній мінімум, °C                       | 22,6                         | 22,8                         | 23,4                         | 24,2                         | 24,7                         | 24,9                         | 24,6                         | 24,9                         | 24,2                         | 23,8                         | 23,5                         | 22,9                         | 23,9                         |
| Абсолютний мінімум, °C                     | 17,9                         | 17,1                         | 18,5                         | 20,2                         | 19,5                         | 19,6                         | 20,2                         | 18,9                         | 19,0                         | 20,8                         | 17,0                         | 18,9                         | 17,0                         |
| Середня кількість сонячних годин на місяць | 198,4                        | 180,8                        | 201,5                        | 183,0                        | 155,0                        | 150,0                        | 155,0                        | 114,7                        | 108,0                        | 108,5                        | 138,0                        | 179,8                        |                              |
| Днів з дощем                               | 6,2                          | 4,1                          | 7,9                          | 12,9                         | 20,2                         | 18,9                         | 20,3                         | 20,2                         | 22,8                         | 23,3                         | 16,6                         | 10,0                         | 183,4                        |
| Вологість повітря, %                       | 76                           | 74                           | 76                           | 80                           | 82                           | 82                           | 82                           | 82                           | 84                           | 86                           | 83                           | 79                           | 81                           |
| ------------------------------------------ | ---------------------------- | ---------------------------- | ---------------------------- | ---------------------------- | ---------------------------- | ---------------------------- | ---------------------------- | ---------------------------- | ---------------------------- | ---------------------------- | ---------------------------- | ---------------------------- | ---------------------------- |
| Джерело:                                   |                              |                              |                              |                              |                              |                              |                              |                              |                              |                              |                              |                              |                              |

## Адміністративний поділ

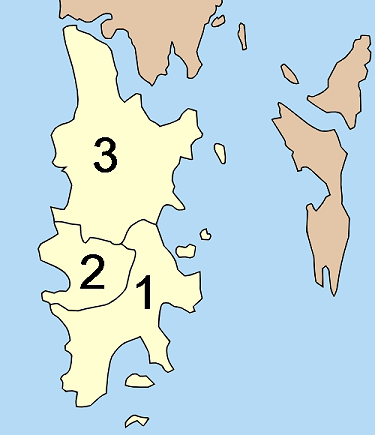
Райони провінції

Провінція поділяється на 3 райони (ампхе), які в свою чергу діляться на 17 субрайонів (тамбон) та 103 поселення (мубан). Провінція має 1 місто (тхесабан-накхон) — Пхукет, 2 містечка (тхесабан-муенг) — Патонг і Катху, та 6 міських селищ (Карон, Тхепкрасаттрі, Ченгтхале, Ратсада, Раваї, Вічіт).
| № | Район   | Площа, км² | Населення, осіб |
| - | ------- | ---------- | --------------- |
| 1 | Пхукет  | 224,0      | 196 733         |
| 2 | Катху   | 67,1       | 43 541          |
| 3 | Тхаланг | 252,0      | 75 224          |

## Історія
З початку XVII ст. голландські та англійські, а з 1680 року і французькі торговці боролись за конкуренцію в торгівлі на острові. На той час його називали Малим Цейлоном, Другим Цейлоном, на ньому були розвідані великі родовища олова. В 1682 році тайський король Нараї, прагнучи скоротити англійський та голландський вплив на острів, зробив француза Рене Шарбоне, місіонера, губернатором. Цю посаду він займав недовго, до 1685 року.
1685 року король Нараї підтвердив надання монополії на торгівлю французькому послу Шевальє де Шомону. Шевальє став новим губернатором острова. 1688 року в Сіамі пройшла громадянська революція, наслідком якої було вигнання французів з Пхукету. 2 роки французькі війська намагались відновити контроль над островом. Через неможливість цього вони відплили до Пондічеррі.
1785 року на Пхукет напала Бірма, але після кількох місяців невдалої облоги вони покинули його. Під час правління короля Рами V Пхукет був центром великої південної провінції Таїланду. 1933 року, після адміністративної реформи острів став окремою провінцією.
В грудні 2004 року острів, як і все західне узбережжя Таїланду, був підданий великій хвилі цунамі, що утворилась після сильного землетрусу на дні Індійського океану.